# JADES-GS-z7-01-QU
JADES-GS-z7-01-QU (còn được gọi là JADES-GS+53.15508-27.80178) là một thiên hà Lyman-break được phát hiện lần đầu tiên vào năm 2010, có vị trí biểu kiến thuộc chòm sao Thiên Lô. Theo tính toán, thiên hà này được hình thành vào khoảng 700 triệu năm sau khi vũ trụ ra đời, rồi đột ngột ngừng tạo ra các sao mới mà chưa rõ nguyên nhân chính xác. Tính đến năm 2024, đây là thiên hà chết cổ xưa nhất được phát hiện.

## Khám phá
JADES-GS-z7-01-QU được xác định là thiên hà Lyman-break dựa trên kết quả phân tích Hubble Ultra-Deep Field (ảnh chụp một vùng không gian nhỏ trong chòm sao Thiên Lô) của Oesch và cộng sự (2010), với độ dịch chuyển đỏ vào khoảng 7.
Nhờ vào Kính thiên văn Không gian James Webb được phóng vào năm 2022, các nhà thiên văn học phát hiện ra rằng, thiên hà này đã "chết", tức không còn khả năng hình thành sao mới cách đây hơn 13 tỷ năm, khi vũ trụ chỉ mới khoảng 700 triệu năm tuổi. Vào thời điểm vài trăm triệu năm đầu tiên, vũ trụ rất dồi dào những đám mây khí, là nguồn cung cấp nguyên liệu để hình thành nên các ngôi sao mới. Dữ liệu từ chương trình Khảo sát sâu ngoài Ngân hà nâng cao JWST (viết tắt: JADES) cho thấy thiên hà JADES-GS-z7-01-QU đã trải qua giai đoạn hình thành sao nhanh chóng trong khoảng từ 30 triệu đến 90 triệu năm, nhưng đã dừng tạo sao từ 10 triệu đến 20 triệu năm trước thời điểm mà kính James Webb quan sát được.
Các nhà thiên văn học cho rằng, quá trình hình thành sao có thể bị chậm lại hoặc ngừng hẳn bởi nhiều yếu tố khác nhau, nhưng tất cả đều sẽ khiến thiên hà bị thiếu hụt khí cần thiết để hình thành sao mới. Sự nhiễu loạn bên trong, chẳng hạn như một lỗ đen siêu khối lượng hoặc sự bùng nổ siêu tân tinh, có thể đẩy khí ra khỏi thiên hà, khiến quá trình hình thành sao dừng lại mau chóng. Mặt khác, khí có thể bị tiêu thụ rất nhanh trong quá trình hình thành sao mà không được bổ sung kịp thời từ môi trường xung quanh, từ đó dẫn đến tình trạng thiên hà cạn kiệt nguồn khí. Họ cũng đặt ra giả thuyết, mặc dù JADES-GS-z7-01-QU có vẻ đã "chết" vào thời điểm quan sát, nhưng có khả năng sau khoảng 13 tỷ năm thì thiên hà này đã hồi sinh và bắt đầu hình thành các ngôi sao mới.
JADES-GS-z7-01-QU nhỏ hơn nhiều so với các thiên hà "không hoạt động" khác đã được quan sát trước đây trong vũ trụ sơ khai. Thiên hà này cũng có khối lượng tương đương với Đám mây Magellan Nhỏ, một thiên hà lùn gần Ngân Hà, mặc dù Magellan Nhỏ vẫn đang hình thành các ngôi sao mới.

## Ý nghĩa
Để khám phá vũ trụ sơ khai, các nhà thiên văn học thường áp dụng những mô hình dựa trên vũ trụ hiện tại. Tuy nhiên, với khả năng quan sát xa hơn về quá khứ, cùng với sự lụi tàn nhanh chóng của thiên hà JADES-GS-z7-01-QU, những mô hình vũ trụ hiện tại có thể cần phải được điều chỉnh lại.